# Erminia Gherardi
Erminia Gherardi (Firenze, 1808 – Padova, 1860) è stata un'attrice teatrale italiana.
Prima attrice dal 1826 nella compagnia di Giuseppe Moncalvo, nel 1833 fu scritturata da Romualdo Mascherpa. Fu versatile interprete di Eugène Scribe, Vittorio Alfieri e Giulio Genoino.